# Aonidomytilus peninsularis
Aonidomytilus peninsularis är en insektsart som först beskrevs av Ferris 1921.  Aonidomytilus peninsularis ingår i släktet Aonidomytilus och familjen pansarsköldlöss. Inga underarter finns listade i Catalogue of Life.